# Black Heritage Trail

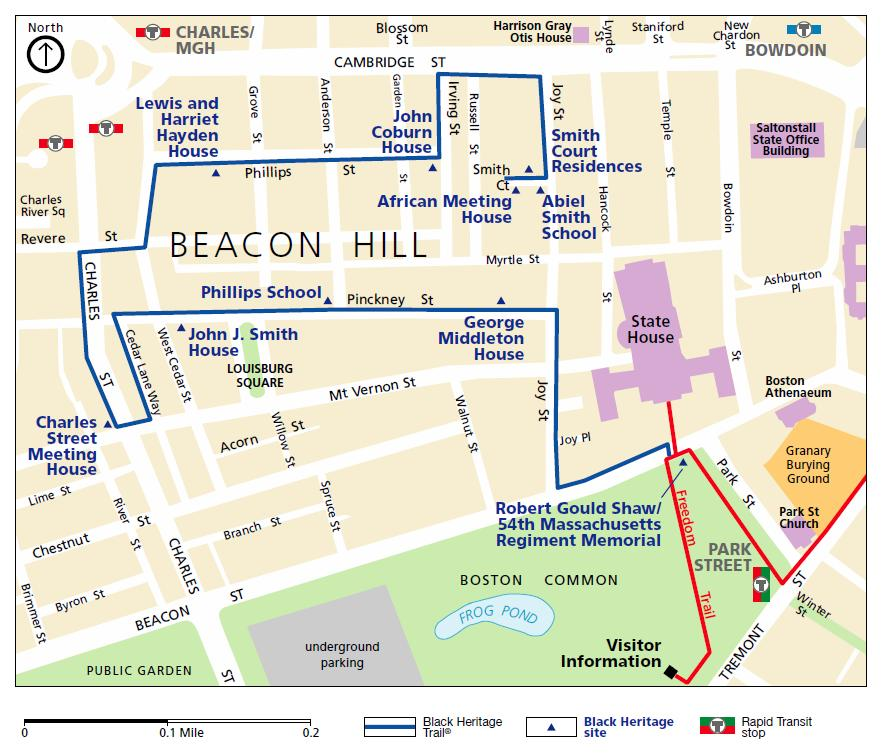
Route door Beacon Hill

De Black Heritage Trail is een wandelroute in Boston in de Amerikaanse staat Massachusetts die door de wijk Beacon Hill loopt. De route is onderdeel van het Boston National Historical Park.

## Plaatsen langs de route
The Black Heritage Trail voert langs meer dan 15 gebouwen en historische plaatsen van voor de Amerikaanse Burgeroorlog, waaronder:
- State House
- Robert Gould Shaw (Boston)/54th Massachusetts Regiment Memorial
- George Middletown House
- Phillips School
- John J. Smith House
- Charles Street Meeting House
- Lewis and Harriet Hayden House
- John Coburn House
- Smith Court Residences
- Abiel Smith School
- African Meeting House